# 康韋 (麻薩諸塞州)
康韋（英語：Conway）是一個位於美國麻薩諸塞州富蘭克林縣的鎮。

## 人口
根據2020年美國人口普查的數據，康韋的面積為98.10平方千米，當中陸地面積為97.60平方千米，而水域面積為0.50平方千米。當地共有人口1761人，而人口密度為每平方千米18人。